# Bertrand de Déaulx
Bertrand de Déaulx (zm. 21 października 1355 w Awinionie) – francuski kardynał okresu tzw. niewoli awiniońskiej.

## Życiorys
Pochodził z Blauzac w południowej Francji. W 1319 został wybrany arcybiskupem Embrun. W 1333 papież Jan XXII wysłał go do Włoch, gdzie dołączył do legacji kardynała Bertrand du Pouget, jego współpraca z nim nie układała się jednak dobrze. W maju 1335 zastąpił kardynała Pouget na stanowisku legata w Rzymie i prowincji Patrymonium św. Piotra. Pełniąc tę funkcję wydał wiele zarządzeń, które potem stanowiły podstawę dla konstytucji kardynała Gil Álvarez de Albornoz. Wkrótce potem papież Benedykt XII wezwał go do Awinionu i mianował kardynałem prezbiterem S. Marci (18 grudnia 1338). Jednocześnie zrezygnował z arcybiskupstwa w Embrun. Uczestniczył w konklawe 1342. Służył jako legat Klemensa VI w Katalonii (1344) i na Sycylii (1346). W latach 1346–1348 sprawował urząd wikariusza generalnego Włoch. W tym czasie musiał stawić czoła wystąpieniom Cola di Rienzo (1347). 4 listopada 1348 został biskupem diecezji suburbikarnej Sabina. Brał udział w konklawe 1352. Zmarł w Awinionie.